# Укреплённая линия

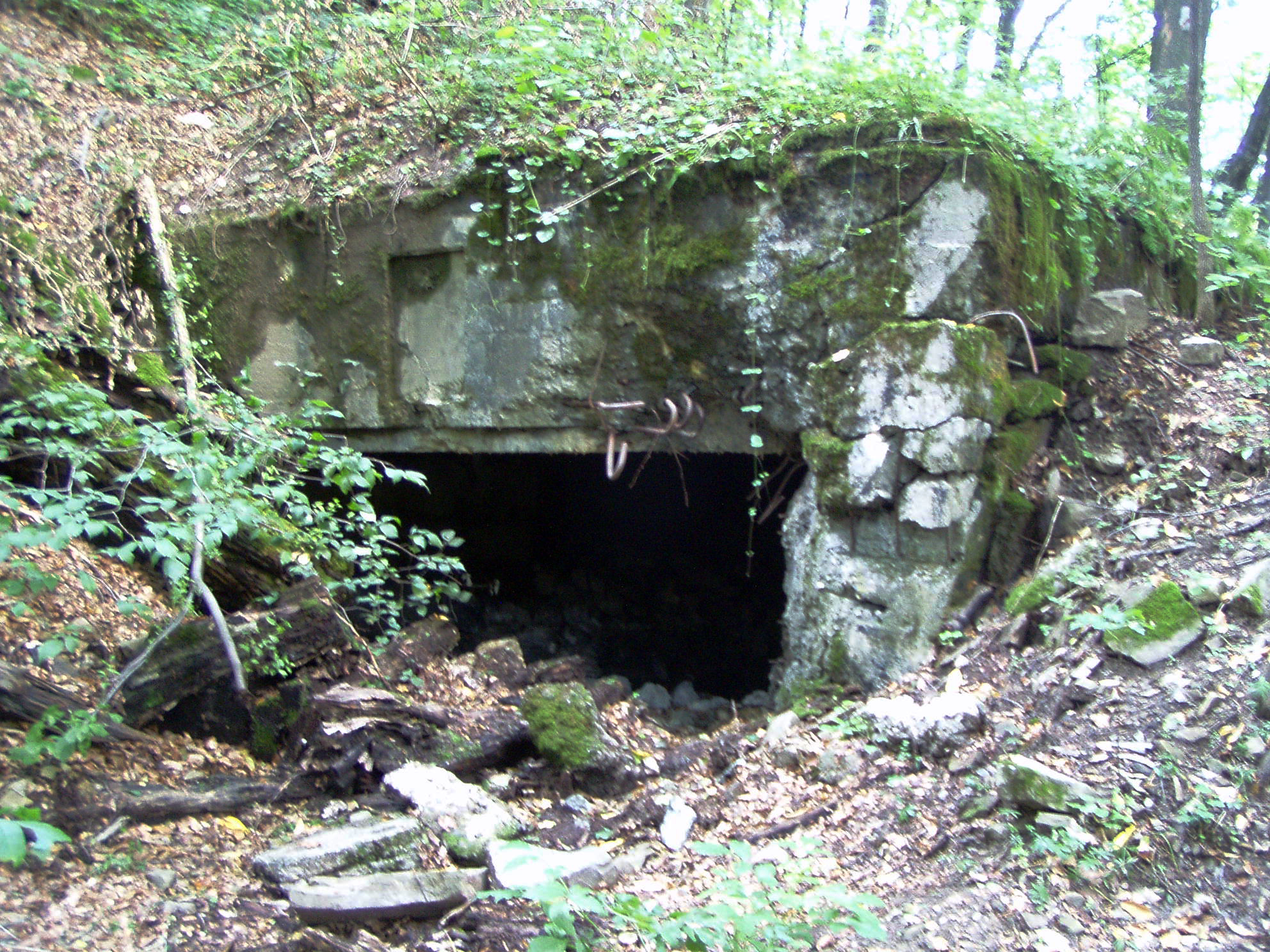
Остатки разрушенного бункера венгерской линии Арпада

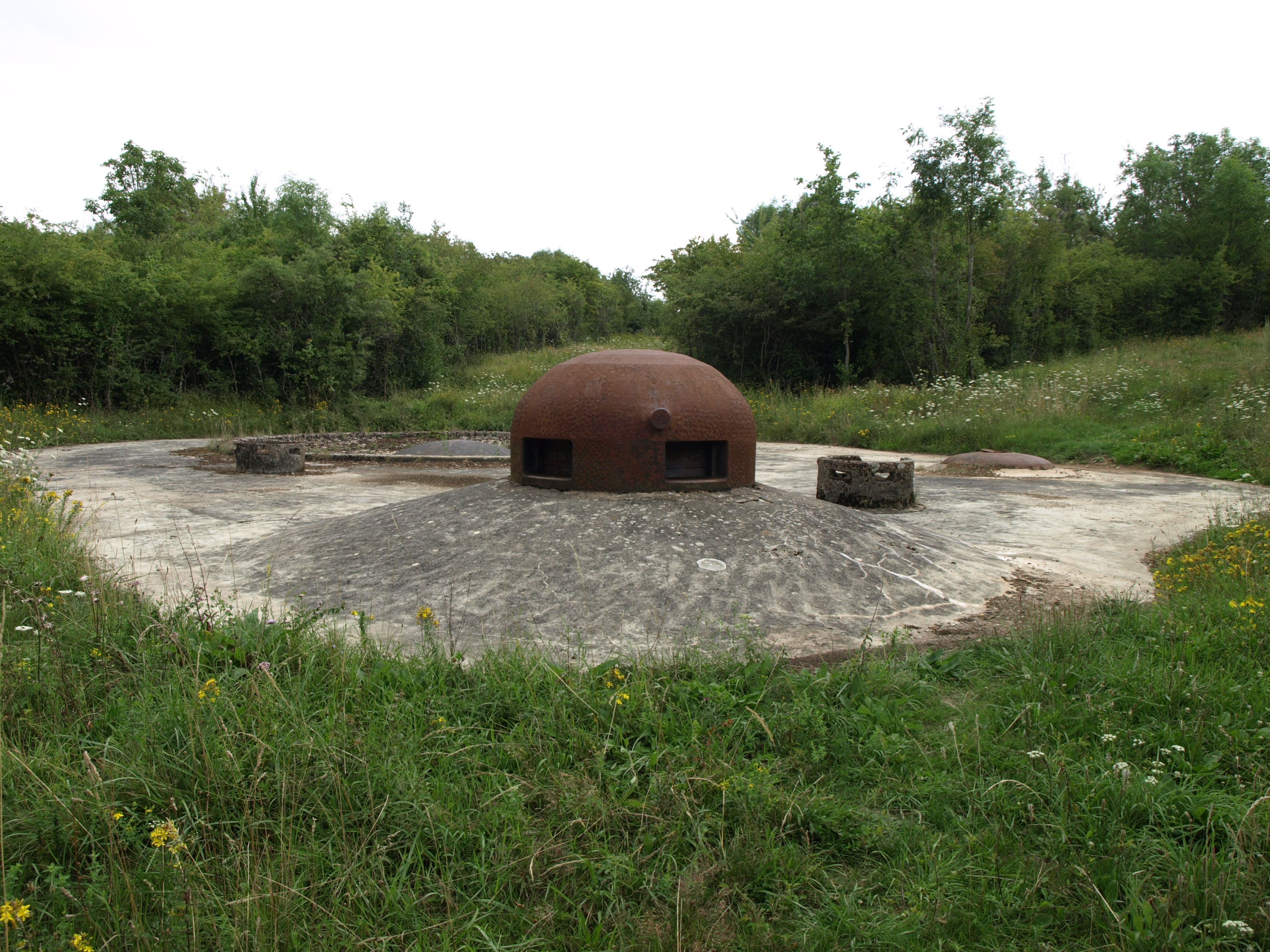
Бронеколпак одного из фортов линии Мажино

Укреплённая линия (иногда укреплённая полоса) — оборонительная система, укреплённых районов, полос, узлов сопротивления и опорных пунктов, которая насыщена инженерными заграждениями и долговременными фортификационными сооружениями. 
Как правило, укреплённые линии располагали собственным гарнизоном, который с началом военных (боевых) действий мог быть усилен дополнительными полевыми войсками.
Укреплённые линии сооружались разными народами начиная с древнейших времён, как правило, для защиты приграничных территорий и прикрытия важных направлений вглубь страны. Однако в более позднее время вдоль государственных границ начали возводиться крепости и крепостные районы. В межвоенный период XX века укреплённые линии создавались в целом ряде государств Западной Европы, например:
- линия Мажино (Франция);
- линия Зигфрида (Германия);
- линия Маннергейма (Финляндия);
- и тому подобное[4][5][6].

Их протяжённость могла достигать до нескольких сотен километров, а глубина — несколько десятков. В большинстве случаев, укреплённая линия состояла из главной полосы обороны, которая включала две или три оборонительных позиции, затем второй полосы и следующей за ней тыловой. В состав укреплённых линий также включались промежуточные оборонительные позиции, позиции резервов, отсечные позиции, системы и поля заграждений, узлы сопротивления и опорные пункты. Основой фортификационного оборудования обычно были капитальные железобетонные и броневые фортификационные сооружения.
В связи с тем, что сооружение укреплённых линий не всегда оправдывало возлагаемые на них надежды, в большинстве современных армий это понятие не используется.